# Toulouse Business School
Toulouse Business School è una business school che fu fondata a Tolosa nel 1903 è una delle più prestigiose business school a livello mondiale, grazie in particolare al suo Executive MBA classificato dal Financial Times e suoi diplomi en aeronautica con la École nationale de l'aviation civile.

## Struttura
Composta attualmente da 5 campus in 3 diverse nazioni d'Europa e in Marocco (Tolosa, Parigi, Londra, Barcellona e Casablanca), la Grande école TBS è estremamente selettiva e si prefigge di preparare alle massime funzioni dirigenziali studenti ad alto potenziale, postgraduate ed executive.
TBS è accreditata AACSB, EQUIS e AMBA.